# East Riding of Yorkshire
East Riding of Yorkshire (kb. Yorkshire keleti járása) Anglia egyik ceremoniális megyéje és egyben egységes hatósága a Yorkshire and the Humber régióban. Északról és nyugatról North Yorkshire, délnyugatról South Yorkshire, délről pedig a Humberen keresztül Lincolnshire megyékkel határos. Keletről az Északi-tenger határolja. Közigazgatási központja Beverley.
A ceremoniális megyéhez az egységes hatóság területén kívül hozzátartozik még Kingston upon Hull is.
A hatóság lakossága 337 115, míg a ceremoniális megyéé 590 800 fő.

## Története
A civilizáció legkorábbi kelet-yorkshire-i emlékei a Fordonban és Kilhamben talált 5700 éves földsírok. A Yorkshire Wolds dombvidékén 1400 bronzkori, i.e. 2000 és i.e. 800 közötti időszakból származó kerek halomsírt találtak. A korábban erdőborította dombok az erdőirtások miatt a bronzkor végére nyílt, füves rétekké és szántóföldekké változtak. A vaskorban a régióban egyedi kultúra, a La Téne-ivel rokon Arrasi kultúra alakult ki, amely kocsitemetkezésével különült el a környező népektől. Feltehetően azonosak voltak az ókori szerzők által említett parisii törzzsel, akik a Szajna-vidéki parisii keltákkal lehettek rokonságban.      
A Britanniát meghódító rómaiak i.sz. 71-ben keltek át a Humberen. A mai Malton melletti Derventio erődje biztosította az Eboracumba (ma York) vezető utat. Ebből a korból több római villa maradványait találták meg, amelyek az intenzív gabonatermesztés központjai voltak. A népvándorlás korában angolszászok vezettek fosztogató portyákat a tengerpart közelében, majd az 5. század második felében tömegesen kezdtek letelepedni a mai Kelet-Yorkshire-ben. Királyságukat, Northumbriát 867-ben viking hódítók döntötték meg. A dán uralom 954-ig tartott, amikor utolsó királyuk, Véresfejszéjű Erik is meghalt. 
Miután Hódító Vilmos elfoglalták Angliát, a yorkshire-i birtokokat normann hívei és egyház között osztotta szét. A kolostorok új mezőgazdasági technikákat vezettek be, lecsapolták a mocsarakat és javították a földművelés jövedelmezőségét. A 16. században VIII. Henrik elkobozta az apátságok birtokait, amelyeket aztán magántulajdonosoknak adtak el. Az akkori nagybirtokok egy része még ma is fennáll. 
Az ipari forradalom idején a folyókat hajózhatóvá tették és csatornákkal kötötték össze őket. 1847-től megkezdődött a vasútvonalak kiépítése. 
Yorkshire hagyományos közigazgatása eltért a többi angol megyéétől. Míg ott a grófságokat, később megyéket százakra (hundreds) osztották, Yorkshire három járásra (riding) különült, amelyben a kisebb egységek, wapentake-k voltak. A ridingok nevének nem a lovagláshoz volt köze, hanem harmadot jelentett (az ónorvég þriðjungr-ból). Yorkshire járásai már a 17. században önálló adminisztrációt kaptak. Miután a grófságokból megyék lettek, 1889-ben megyei tanács jött létre Kelet-Yorkshire-ben is. Az 1972-es önkormányzati törvény megszüntette Kelet-Yorkshire-t és Észak-Lincolnshire-rel együtt Humberside megyéhez csatolta. Humberside 1996-ban megszűnt, Lincolnshire visszakapta a Humbertől délre eső részeit, a többiből pedig létrejött East Riding of Yorkshire megye.

## Földrajza

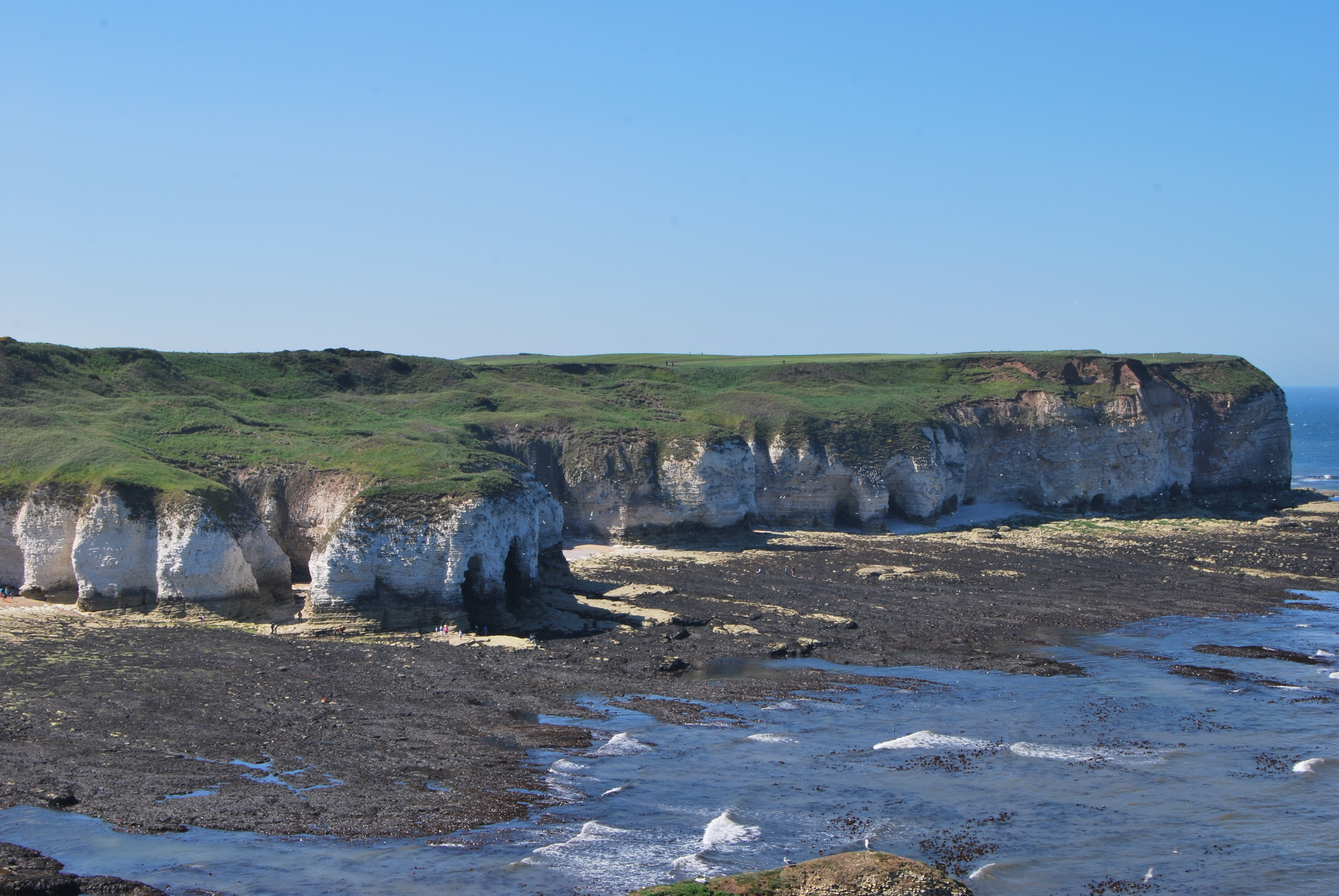
Flamborough Head szirtjei

East Riding of Yorkshire területe 2 479 km², amivel 23. a 49 angol ceremoniális megye között. Geológiai szempontból területe három részre tagolható. Nyugati fele a Yorki-völgyhöz tartozik, amely dél felé a Humberhead Levels alacsony fekvésű, lapos síkságához csatlakozik. Az alapkőzet itt homokkő, amire jégkorszaki gleccser- és tóüledék rakódott. A középső rész a Yorkshire Wolds krétakő dombsága, amely a Humber középső szakaszától északkeleten a tengerig Flamborough Head szirtfokáig terjed. Délkeleten a Holderness parti síksága az uralkodó tájképelem. A partvonalat két kiugró félsziget tagolja, északon Flamborough Head, délen a Spurn messzire nyúló homokzátonyai. Az utolsó jégkorszak előtt a tenger egészen a Woldsig elért, majd az eljegesedés után a tenger agyagos üledékkel borított mocsaras síkságot, a Holdernesst hagyta maga után. Nyugatabbra, a Yorki-völgyben két gleccserüledékes moréna tanúskodik az eljegesedésekről. 
A Holderness tengerpartján lehet megfigyelni a legerősebb parteróziót egész Európában: évente két méternyit halad előre a tenger, miközben 2 millió tonna homokot és agyagot mos el. Ennek egy részét (kb. 3%-át) az áramlatok délre viszik és lerakják a Spurn zátonyainál. Több kikötőt (pl. Ravenser Odd és Ravenspurn városokat) már teljes egészében elmosott az Északi-tenger.  
A megye folyói (mint a Hull vagy a Derwent) a Humberbe torkollanak.

## Közigazgatás és politika

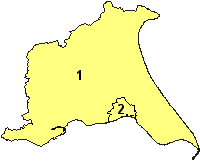
East Riding of Yorkshire térképe

East Riding of Yorkshire ceremoniális megye két egységes hatóságra oszlik:
1. East Riding of Yorkshire
2. Kingston upon Hull

A megye 7 képviselőt küldhet a parlament alsóházába. A 2015-ös választások után közülük 4 a konzervatívok, 3 pedig a Munkáspárt jelöltje volt.

## Lakossága
2009-ig területileg Kelet-Yorkshire volt a legnagyobb angol kerület és egységes hatóság, népességét tekintve pedig a második legnagyobb nem-nagyvárosi kerület. A 2009-es közigazgatási reformok után területileg már csak ötödik, lakosságilag pedig a hatodik. 
Az egységes hatóság lakossága 337 115 fő, népsűrűsége pedig 140 fő/km². Az egész ceremoniális megyét tekintve ezek a számom 590,800 lakos és 238 fő/km². 
Az átlagéletkor magasabb az országos értéknél, különösen a fiatal felnőttek tekintetében mutatkozik hiány. A háztartások 36,4%-a nem rendelkezik gépkocsival, ami alacsonyabb a brit átlagnál. A brit 15%-kal szemben a megyében csak a lakosok kevesebb mint 5%-a utazik tömegközlekedéssel a munkahelyére. Kelet-Yorkshire etnikailag az egyik leghomogénebb megye, az itt lakók 98,8%-a fehér. A megyében a következő bűncselekmények gyakorisága alacsonyabb a brit átlagnál: rablás, szexuális zaklatás, gépkocsilopás, gépkocsiból lopás, testi sértés és betörés. 
A 2001-es adatok szerint a lakosok 79,67%-a kereszténynek vallotta magát. 11,09%-ateistának, 0,27% muszlimnak mondta magát, 7,5% nem válaszolt erre a kérdésre. 
A megye nagyobb (10 ezer lakos fölötti) települései: Kingston upon Hull (257 100 fő), Bridlington (35 369 fő), Beverley (30 351 fő), Goole (19 518 fő), Cottingham (17 164 fő), Hessle (15 000 fő), Driffield (13 080 fő), Elloughton-cum-Brough (10 075 fő).

## Gazdaság
1995 és 2003 között a megye gazdasága 2,7 milliárd fontról 3,8 milliárd fontra nőtt. Míg a mezőgazdaság 299 millióról 233 millióra esett vissza, az ipar 896 millióról 1,1 milliárdra növekedett, a szolgáltató szektor pedig 1,5 milliárdról 2,4 milliárdra bővült. 
A munkanélküliségi ráta 4,3%, ami 1,2 százalékponttal alacsonyabb a nemzeti átlagnál. Nyáron a turizmus és a mezőgazdaság felszívja az állástalanok egy részét. A megye legnagyobb foglalkoztatója a Leconfieldi légierőbázis, ahol 1000 civil dolgozik és 14 ezer katona teljesít szolgálatot.

## Híres kelet-yorkshire-iek
- Luke Campbell ökölvívó
- Ian Carmichael színész
- Tom Courtenay színész
- Adrian Hardy Haworth botanikus, entomológus
- Amy Johnson pilóta
- William Kent építész
- Andrew Marvell költő
- Edward Arthur Milne csillagász, matematikus
- Stevie Smith költő
- William Wilberforce politikus

## Látnivalók

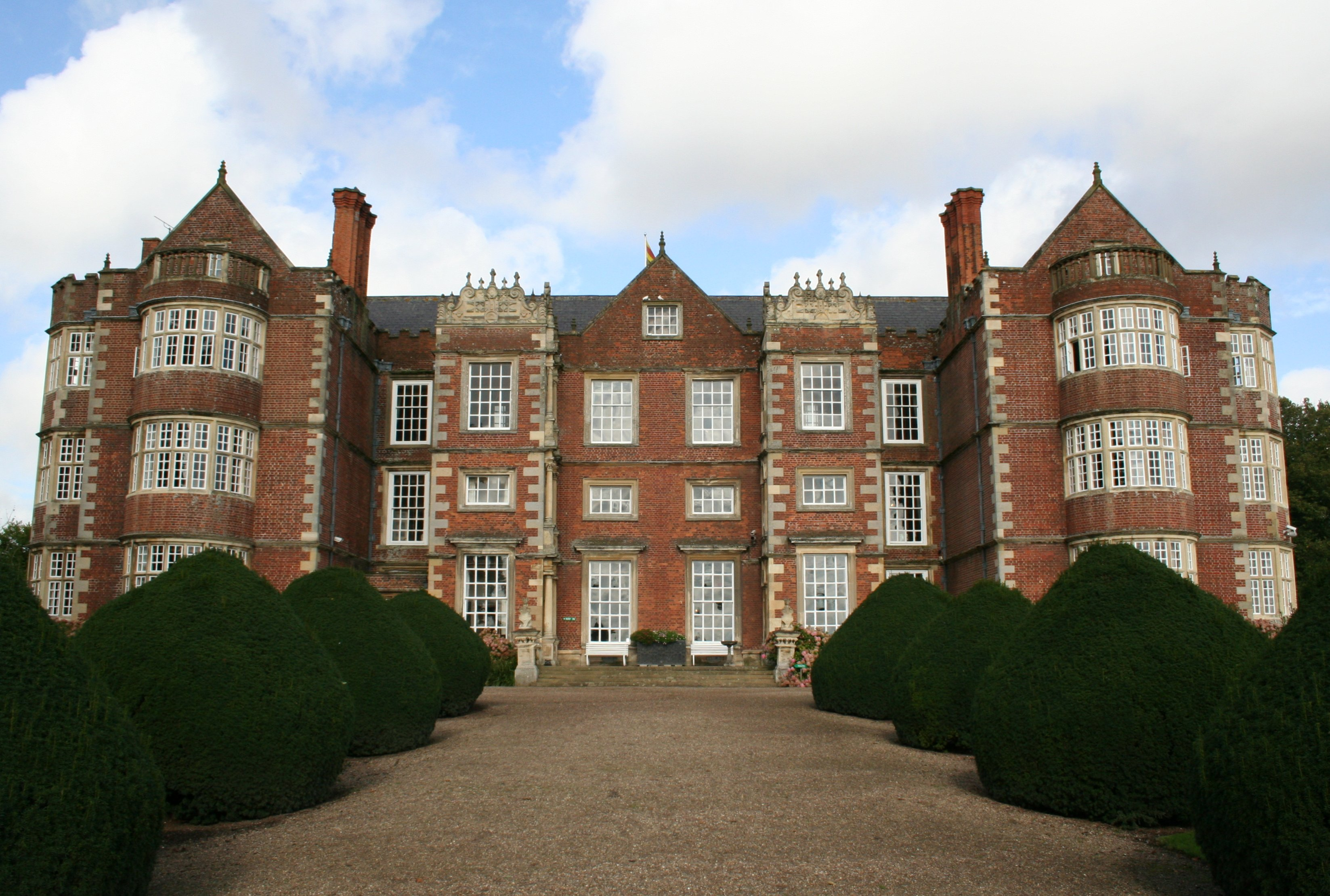
Burton Agnes Hall
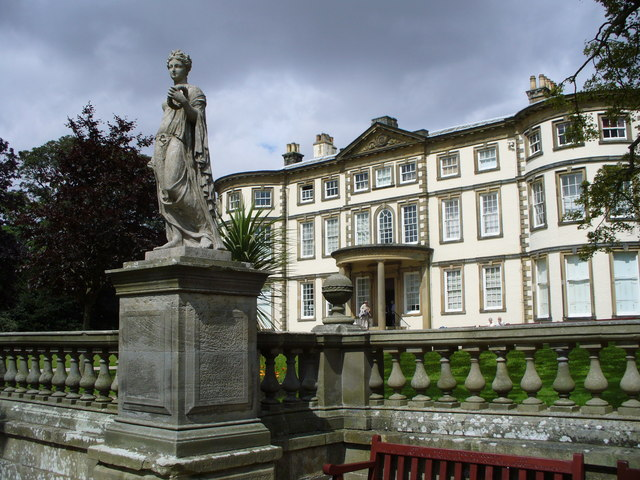
Sewerby Hall
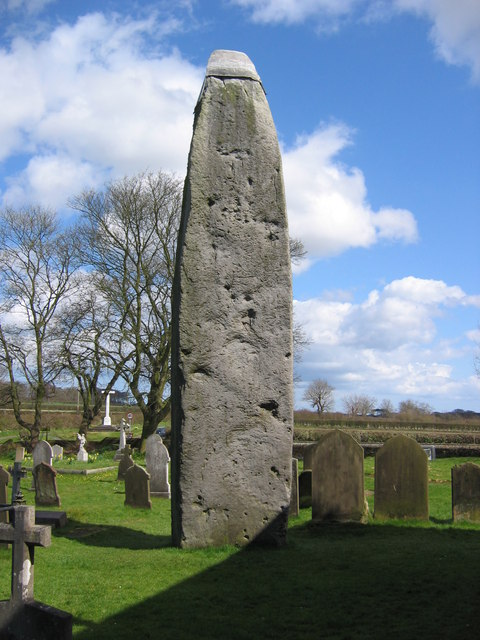
Rudstoni monolit
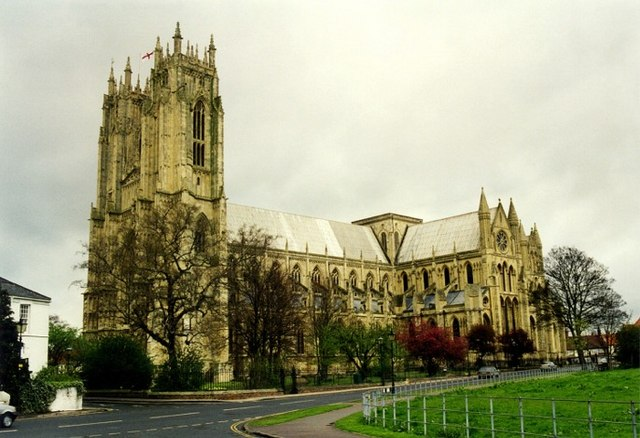
Beverley gótikus temploma
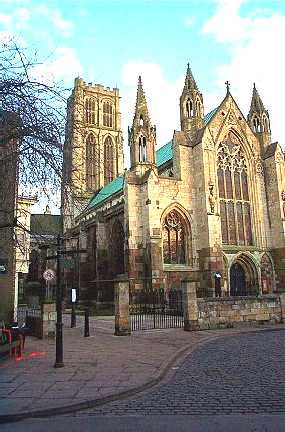
Howden gótikus temploma
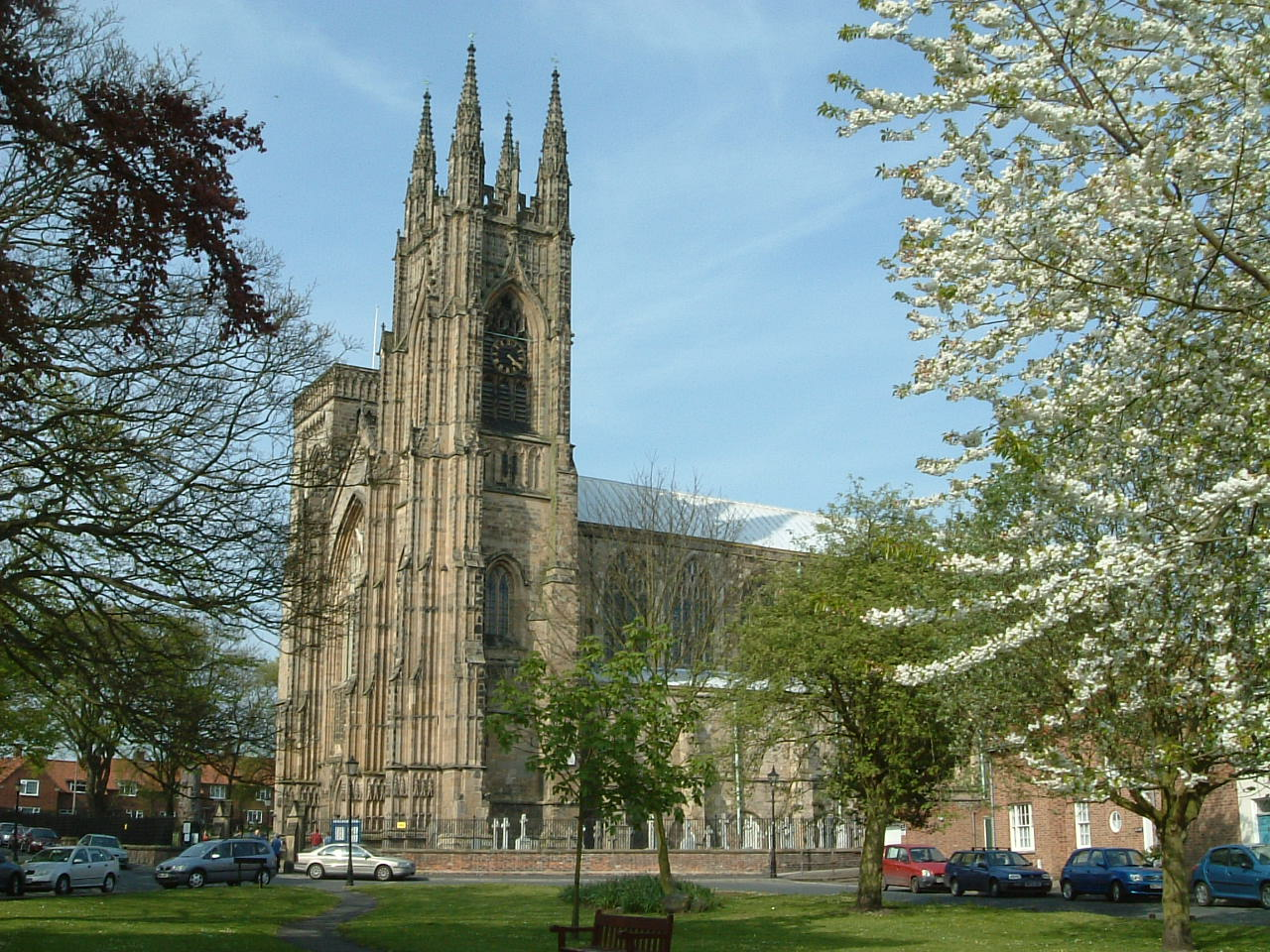
Bridlingtoni apátsági templom
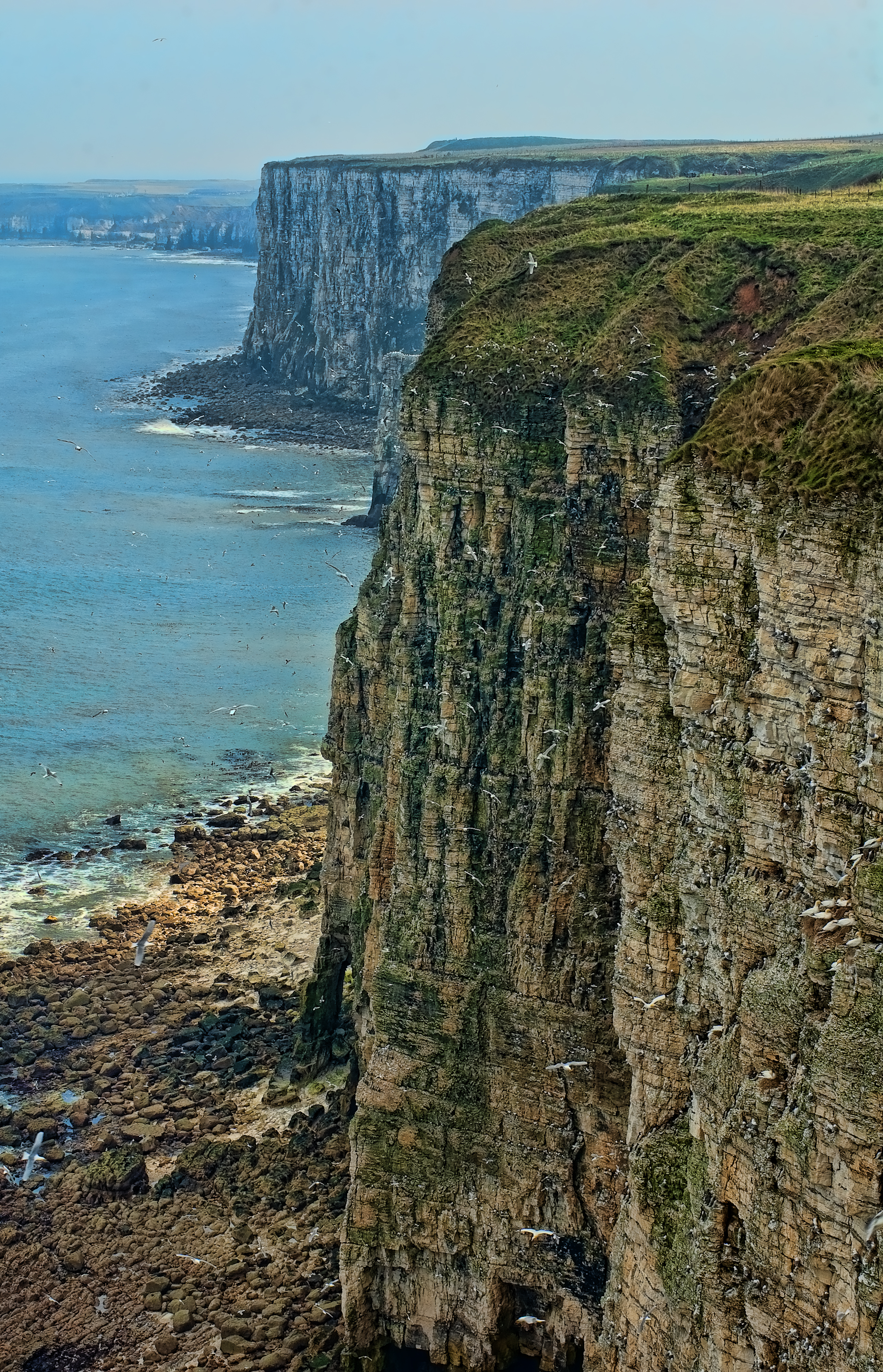
Bemptoni szirtek

## Fordítás
- Ez a szócikk részben vagy egészben  az   East Riding of Yorkshire című angol Wikipédia-szócikk ezen változatának fordításán alapul.  Az eredeti cikk szerkesztőit annak laptörténete sorolja fel. Ez a jelzés csupán a megfogalmazás eredetét és a szerzői jogokat jelzi, nem szolgál a cikkben szereplő információk forrásmegjelöléseként.